# Campigny (Eure)
Campigny è un comune francese di 976 abitanti situato nel dipartimento dell'Eure nella regione della Normandia.

## Società

### Evoluzione demografica
Abitanti censiti